# フランバー・バルデス
- フランベル・バルデス
- フランベア・バルデズ

フランバー・バルデス（Framber Valdez, 1993年11月19日 - ）は、ドミニカ共和国パレンケ出身のプロ野球選手（投手）。左投右打。MLBのヒューストン・アストロズ所属。

## 経歴
2015年3月にヒューストン・アストロズと契約してプロ入り。この年傘下のルーキー級ドミニカン・サマーリーグ・アストロズでプロデビュー。16試合に登板して4勝1敗3セーブ、防御率3.68、36奪三振を記録した。
2016年はアパラチアンリーグのルーキー級グリーンビル・アストロズ、A-級トリシティ・バレーキャッツ、A級クァッドシティ・リバーバンディッツ、A+級ランカスター・ジェットホークスでプレーし、4球団合計で14試合（先発11試合）に登板して4勝5敗、防御率3.19、79奪三振を記録した。
2017年はA+級ビューズクリーク・アストロズ、AA級コーパスクリスティ・フックスでプレーし、2球団合計で25試合（先発18試合）に登板して7勝8敗1セーブ、防御率4.16、126奪三振を記録した。オフにはアリゾナ・フォールリーグに参加し、メサ・ソーラーソックスに所属した。
2018年は開幕をAA級コーパスクリスティで迎えた。AAA級フレズノ・グリズリーズを経て、8月21日にメジャー契約を結んでアクティブ・ロースター入りした。メジャーデビューとなった同日のシアトル・マリナーズ戦では2番手で登板した直後に味方が逆転したため初登板初勝利を挙げた。この年メジャーでは8試合（先発5試合）に登板して4勝1敗、防御率2.19、34奪三振を記録した。
2022年は自身初めて開幕投手を務めた。先発左腕として頭角を現し、自身初となるオールスターゲームに選出された。この年は31試合に先発登板して201.1イニングを投げ、17勝6敗、防御率2.82、194奪三振を記録した。チームはフィラデルフィア・フィリーズを破り、2度目のワールドシリーズ制覇を果たした。オフの11月16日に全米野球記者協会（BBWAA）から4位票が1、5位票が12の計14ポイントでサイ・ヤング賞5位となった。12月5日にはファーストチームの先発投手の1人として自身初となるオールMLBチームに選出された。
2023年は2年連続2度目となる開幕投手に選出された。7月2日にMLB選出で通算2度目となるオールスターゲームに選出されたが、7月9日に辞退した。8月1日のクリーブランド・ガーディアンズ戦でノーヒットノーラン（準完全試合）を達成。アストロズでは史上16回目、単独投手での達成は2019年9月1日のジャスティン・バーランダー以来で、左投手としては球団史上初となった。なお、単独でその前に達成していたバーランダーもその日にチームに復帰している。さらに、投じた球数が93球であったため、同年6月28日にニューヨーク・ヤンキースのドミンゴ・ヘルマンが99球で完全試合を達成して以来のマダックスでの達成でもあった。この年は31試合に先発登板して198イニングを投げ、12勝11敗、防御率3.45、200奪三振を記録し、サイ・ヤング賞投票では9位に入った。
2024年は3年連続3度目となる開幕投手に選出された。この年は28試合に先発登板して176.1イニングを投げ、15勝7敗、防御率2.91、169奪三振を記録し、自身2度目となるオールMLBチームにセカンドチームの先発投手として選出された。
2025年は4年連続4度目となる開幕投手に選出された。

## 選手としての特徴
平均は91.5mph（約148.7km/h）のツーシームを主体としており、変化球ではカーブを投げる。

## 詳細情報

### 年度別投手成績
| 年 度    | 球 団    | 登 板 | 先 発 | 完 投 | 完 封 | 無 四 球 | 勝 利 | 敗 戦 | セ 丨 ブ | ホ 丨 ル ド | 勝 率 | 打 者 | 投 球 回 | 被 安 打 | 被 本 塁 打 | 与 四 球 | 敬 遠 | 与 死 球 | 奪 三 振 | 暴 投 | ボ 丨 ク | 失 点 | 自 責 点 | 防 御 率 | W H I P |
| -------- | -------- | ----- | ----- | ----- | ----- | -------- | ----- | ----- | -------- | ----------- | ----- | ----- | -------- | -------- | ----------- | -------- | ----- | -------- | -------- | ----- | -------- | ----- | -------- | -------- | ------- |
| 2018     | HOU      | 8     | 5     | 0     | 0     | 0        | 4     | 1     | 0        | 0           | .800  | 154   | 37.0     | 22       | 3           | 24       | 0     | 4        | 34       | 5     | 0        | 10    | 9        | 2.19     | 1.24    |
| 2019     | HOU      | 26    | 8     | 0     | 0     | 0        | 4     | 7     | 0        | 0           | .364  | 329   | 70.2     | 74       | 9           | 44       | 0     | 4        | 68       | 4     | 1        | 51    | 46       | 5.86     | 1.67    |
| 2020     | HOU      | 11    | 10    | 0     | 0     | 0        | 5     | 3     | 0        | 0           | .625  | 288   | 70.2     | 63       | 5           | 16       | 0     | 5        | 76       | 6     | 1        | 32    | 28       | 3.57     | 1.12    |
| 2021     | HOU      | 22    | 22    | 1     | 0     | 0        | 11    | 6     | 0        | 0           | .647  | 572   | 134.2    | 110      | 12          | 58       | 1     | 11       | 125      | 9     | 2        | 52    | 47       | 3.14     | 1.25    |
| 2022     | HOU      | 31    | 31    | 3     | 1     | 0        | 17    | 6     | 0        | 0           | .739  | 827   | 201.1    | 166      | 11          | 67       | 0     | 11       | 194      | 11    | 1        | 71    | 63       | 2.82     | 1.16    |
| 2023     | HOU      | 31    | 31    | 2     | 2     | 1        | 12    | 11    | 0        | 0           | .522  | 808   | 198.0    | 166      | 19          | 57       | 0     | 10       | 200      | 6     | 0        | 86    | 76       | 3.45     | 1.13    |
| 2024     | HOU      | 28    | 28    | 1     | 0     | 0        | 15    | 7     | 0        | 0           | .682  | 703   | 176.1    | 140      | 13          | 55       | 0     | 6        | 169      | 8     | 1        | 60    | 57       | 2.91     | 1.11    |
| MLB：7年 | MLB：7年 | 157   | 135   | 7     | 3     | 1        | 68    | 41    | 0        | 0           | .624  | 3681  | 888.2    | 741      | 72          | 321      | 1     | 51       | 866      | 49    | 6        | 362   | 326      | 3.30     | 1.20    |

- 2024年度シーズン終了時
- 各年度の太字はリーグ最高

### 年度別守備成績
| 年 度 | 球 団 | 投手（P） | 投手（P） | 投手（P） | 投手（P） | 投手（P） | 投手（P） |
| 年 度 | 球 団 | 試 合     | 刺 殺     | 補 殺     | 失 策     | 併 殺     | 守 備 率  |
| ----- | ----- | --------- | --------- | --------- | --------- | --------- | --------- |
| 2018  | HOU   | 8         | 2         | 7         | 0         | 1         | 1.000     |
| 2019  | HOU   | 26        | 3         | 11        | 1         | 1         | .933      |
| 2020  | HOU   | 11        | 5         | 5         | 2         | 1         | .833      |
| 2021  | HOU   | 22        | 5         | 7         | 1         | 0         | .923      |
| 2022  | HOU   | 31        | 6         | 23        | 1         | 0         | .967      |
| 2023  | HOU   | 31        | 6         | 16        | 1         | 2         | .957      |
| 2024  | HOU   | 28        | 2         | 16        | 1         | 3         | .947      |
| MLB   | MLB   | 157       | 29        | 85        | 7         | 8         | .942      |

- 2024年度シーズン終了時
- 各年度の太字はリーグ最高

### 表彰
- オールMLBチーム[23]
  - ファーストチーム先発投手：1回（2022年）
  - セカンドチーム先発投手：1回（2024年）

### 記録
- MLBオールスターゲーム選出：2回（2022年、2023年）
- ノーヒットノーラン：1回（2023年8月1日、対クリーブランド・ガーディアンズ戦）

### 背番号
- 65（2018年）
- 59（2019年 - ）